# Proof (Druck)
Ein Proof (oder Prüfdruck) bezeichnet im Druckwesen die vorweggenommene Simulation eines Druckergebnisses zur Revision. Historisch (im Letternsatz) geschah das durch Druckfahnen.

## Grundlagen
In der Praxis versteht man unter einem Proof meist eine Darstellung auf einem zumindest papierartigen Trägermaterial. Im weiteren Sinn des Wortes können aber auch immaterielle Simulationsverfahren gemeint sein (z. B. Softproof, d. h. die Darstellung am Computerbildschirm).
Mit einem Proof möchte man zu einem möglichst frühen Zeitpunkt innerhalb der Produktionskette simulieren, wie das spätere Druckergebnis aussieht. Hintergrund ist, dass bei den klassischen Druckverfahren wie Offsetdruck, Tiefdruck oder Flexodruck Fehler desto kostenintensiver werden, je später man sie entdeckt. Wenn ein Druckvorlagenhersteller einen Satzfehler bereits am Bildschirm erkennt, kostet es ihn wenige Sekunden und ein paar Tastendrucke, um ihn zu korrigieren. Wird der Fehler dagegen erst entdeckt, wenn der fertig gravierte Tiefdruckzylinder in der Maschine hängt, muss der Auftrag aus der Maschine genommen, korrigiert und später erneut in die Maschine genommen werden. Hierdurch entstehen erhebliche Kosten sowie Probleme in der Produktionsplanung.
Während zum Erkennen einfacher Satzfehler sicherlich noch kein Proof erforderlich ist – schließlich sind sie bereits am Bildschirm oder nach Ausgabe auf einfachen Bürodruckern klar zu beurteilen – gibt es ein Feld, in dem es ganz besonders auf die speziellen Qualitäten von Proofsystemen ankommt: die Farbigkeit.
Grundsätzlich ist es beim Erstellen einer Druckvorlage – was heute in aller Regel am Rechner geschieht – nicht ohne weiteres möglich, das spätere Aussehen des Druckergebnisses exakt vorherzusagen. Bereits die Farben des Bildschirms haben – aufgrund der Tatsache, dass es sich hierbei um einen Selbstleuchter unter Verwendung additiver Farbmischung handelt – ein anderes Aussehen als die des späteren Drucks. Dieser prinzipielle Unterschied kann auch durch Kalibrationstechniken oder Farbmanagement nicht vollständig ausgeglichen werden.
Auch die üblichen Farbdrucksysteme für den Bürobereich sind nicht geeignet, farbverbindliche Drucksimulationen zu erzeugen. Obwohl sie im Prinzip oft mit der gleichen Farbmischtechnik arbeiten wie die klassischen Druckverfahren (subtraktive Farbmischung mit dem CMYK-Farbmodell mit den Primärfarben Cyan, Magenta, Gelb und Schwarz), unterscheiden sich z. B. die Farbörter der Primärfarben Cyan, Magenta, Gelb und Schwarz, das Rasterverfahren zur Halbtonsimulation, die Tonwertveränderung zwischen Datenbestand und Druckergebnis und vieles mehr. Natürlich ist es möglich, mit solchen Druckern eine Ausgabe zu erzielen, die „in etwa“ aussieht wie der spätere Druck.
Für professionelle Anwendungen allerdings ist dies völlig unzureichend. Hier kommt es darauf an, vor dem Druck eine genaue Aussage über die spätere Farbigkeit treffen zu können. Auf Basis eines farbverbindlichen Proofs können dann Änderungen der Vorlage besprochen werden, und wenn der Proof zur Zufriedenheit ausfällt, kann er als Contract Proof verwendet werden, also die rechtsverbindliche Vorlage für einen Druckauftrag darstellen. Auf dieser Grundlage können später z. B. auch Reklamationen vorgenommen werden, wenn das Ergebnis des Auflagendrucks zu stark vom Proof abweicht (Delta E Farbabstand).
Gerade hieran wird deutlich, dass ein Proof den Fluss der Farbinformation von Datei oder Film bis hin zum Druck sehr genau vorwegnehmen muss, und das unter Umständen für mehrere Maschinen und mehrere Druckverfahren. Aus dieser Anforderung entwickelte sich die eigenständige Disziplin des Farbmanagement.
Proofverfahren können danach unterschieden werden, ob sie analog oder digital arbeiten.

## Analoge Proofverfahren
Analoge (oder auch „konventionelle“) Proofverfahren setzen das Vorhandensein von Druckfilmen voraus und arbeiten in aller Regel mit fotografischen Mitteln. Grundprinzip ist meist das Auftragen einer UV-strahlungsempfindlichen Farbschicht auf ein Trägermaterial (Auflaminieren einer Folie oder Bestäuben mit einem Farbtoner). Auf diese Farbschicht wird der Druckfilm aufgelegt und belichtet. Durch einen fotochemischen Prozess werden die nichtdruckenden bzw. nicht farbtragenden Stellen so verändert, dass sie beim späteren Entwicklungsvorgang ausgewaschen werden können. Die farbtragenden Stellen dagegen verbleiben auf dem Proof und bilden so den jeweiligen Farbauszug. Das ganze muss für jeden Farbauszug wiederholt werden.
Diese analogen Proofverfahren, wie z. B. Matchprint von Kodak oder Cromalin von DuPont, sind mit einem gewissen Maß an Handarbeit verbunden. Es muss laminiert, gepudert, montiert, belichtet und entwickelt werden, so dass die Zeit, die ein geübter Anwender für die Herstellung eines vierfarbigen A2-Proofs benötigt, bei beiden Verfahren bei ca. einer knappen Stunde liegt. Außerdem sind die analogen Proofverfahren mit ihren standardmäßigen Farbfolien und -pudern üblicherweise nur auf ein einziges Druckverfahren auf gängigen Bedruckstoffen, wie z. B. den Euroskala-Offsetdruck, ausgelegt. Sie können bestenfalls noch über Variation der Belichtungszeiten in engen Toleranzen an hauseigene Standards angepasst werden. Textil- und Siebdruck und andere spezielle Druckverfahren können üblicherweise nicht nachgebildet werden. Ein Vorteil der analogen Verfahren ist allerdings, dass sie prinzipbedingt das Raster des Originaldruckverfahrens nachbilden und damit rasterbedingte Probleme wie Moirés etc. sichtbar machen. Außerdem zeichnen sie sich durch hohe Konstanz und Reproduzierbarkeit der Ergebnisse aus.

## Digitale Proofverfahren
Seit Mitte der neunziger Jahre haben in der Druckvorstufe digitale Verfahren mehr und mehr an Bedeutung gewonnen. Heute werden nahezu alle Druckvorlagen digital produziert. Folgerichtig sind heute digitale Proofsysteme das Mittel der Wahl. Schließlich wäre es unsinnig und teuer, allein für den Proof einen Druckfilm anzufertigen, wenn ein solcher – z. B. bei der Arbeit mit einem CtP-System – zum Drucken gar nicht erforderlich ist. Außerdem arbeiten digitale Proofsysteme schneller, unkomplizierter und billiger als ihre analogen Gegenstücke. Die Hardware besteht aus einem elektronischen Drucker, der in einem der Non-Impact-Verfahren arbeitet, also zum Beispiel einem Inkjet- oder Thermosublimationsgerät. Die zugehörige Software (meist eine Kombination aus Raster Image Processor, Farbmanagement-Modul und Workflow-Lösung) ist dafür zuständig, die ankommenden Daten zu verarbeiten und in das druckerspezifische Format umzuwandeln. Darüber hinaus wird hier das Farbmanagement erledigt.
Bei digitalen Proofsystemen wird die Farbanpassung in der Regel über Farbprofile gesteuert (man unterscheidet hier zwischen ICC-basierten und proprietären Farbprofilen). ICC-basierte Systeme haben heute die Oberhand, denn sie sind sehr viel flexibler als analoge Systeme: Durch den einfachen Austausch der Profile können verschiedenste Druckverfahren, Haus- und Branchenstandards wiedergegeben werden. Auch ist es möglich, auf Inkjet-Druckern verschiedenster Hersteller und Bauformen übereinstimmende Ergebnisse zu erreichen.
Allerdings werden digitalen Druckverfahren auch heute noch leichte Defizite in der Wiedergabequalität nachgesagt. Tiefenzeichnung, Verläufe, schwierige Sonderfarben, Graubalancen und ähnlich anspruchsvolle Bildteile werden von den analogen Proofverfahren meist etwas besser, d. h. dem Auflagendruck ähnlicher, wiedergegeben. Dennoch spielen sie heute aufgrund von Preis, Geschwindigkeit und Vielseitigkeit der digitalen Systeme im Markt keine Rolle mehr.
Durch die Einführung der neuen ISO 12647-7 seit 2013, die auch optische Aufheller, sogenannte OBA (Optical Brightning Agents) im Druck und Proof berücksichtigt und fordert, sind bis heute gravierende Änderungen im Proof im Gange: Aktuelle Proofs nach PSO, SWOP und GRACol müssen im sogenannten M1 Standard gedruckt und vermessen werden. Dazu benötigen die Proof Dienstleister aktuelle Software, neue Messtechnik (Messmodus M1) und neue Proofpapiere, die Optische Aufheller enthalten. 2018 erfolgte die Umstellung auf die neuen Standards.

## Einteilung von Proofs nach Verbindlichkeit
Digital angefertigte Drucke lassen sich grob nach ihrer Intention beziehungsweise ihrer Verbindlichkeit einteilen.
Dabei bleibt die Art der Erstellung dieser Drucke unberücksichtigt.

### Layoutproof
Soll die Korrektheit des Inhaltes und der Platzierung der verwendeten Elemente zeigen. Dabei wird kein bis wenig Wert auf die Farbverbindlichkeit gelegt. Häufig wird eine verkleinerte Ausgabe vorgenommen. Zum Einsatz kommen dabei am häufigsten elektrofotografische Drucksysteme.

### Standproof
Zeigt die Platzierung (Stand) der Seiten auf dem Druckbogen. Er sollte aus den per Raster Image Processor (RIP) für die Belichtung der Druckform vorbereiteten Daten erzeugt werden. Farbverbindlichkeit ist nicht zwingend gegeben.
Heute gebräuchlicher Ausdruck: Formproof.

### Farbverbindlicher und rechtsverbindlicher Proof (Kontrakt-Proof)

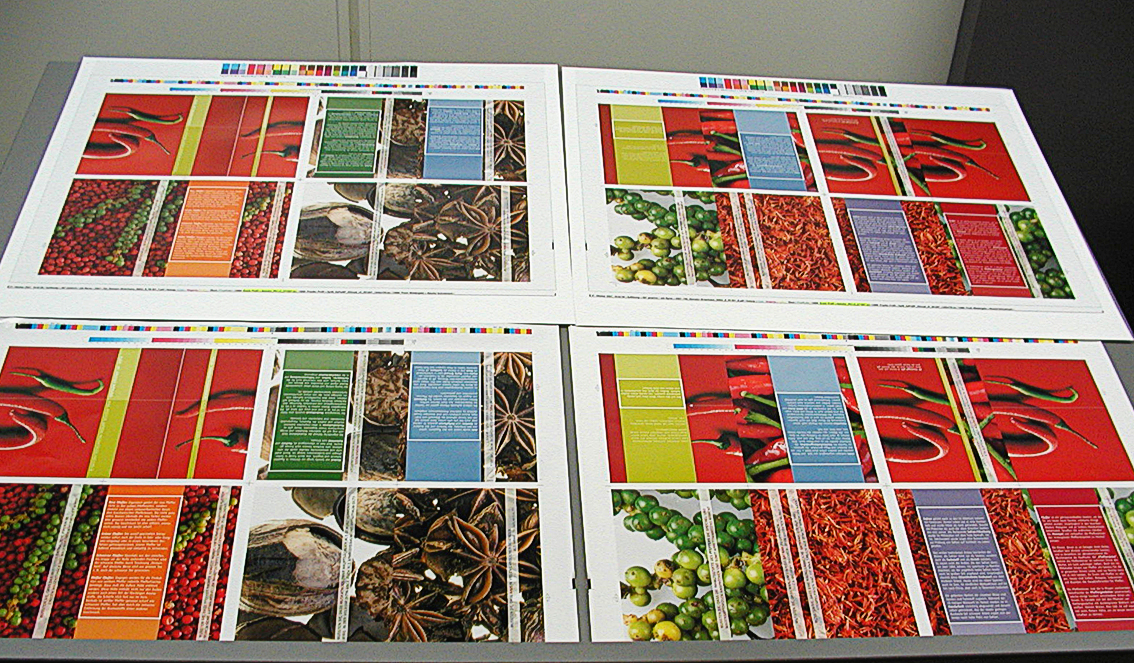
Farbverbindlicher Proof im Vergleich zum Druck

Ein farbverbindlicher Proof soll das Druckergebnis hinsichtlich Farbigkeit nahezu voraussagen. Wann ein solcher Proof farbverbindlich ist, regeln der Medienstandard Druck und die ISO 12647-7. Neben einem Halbton-Proof, bei dem Rasterverfahren zum Einsatz kommen, wie sie vom Hersteller des Druckertreibers zur Verfügung gestellt werden, können auch Raster-Proofs erzeugt werden, die das später im Druck verwendete Raster simulieren (Offset-Rosette). Heute werden zur Erstellung von Proofs fast ausschließlich Tintenstrahldrucker eingesetzt, die über RIPs mit eingebautem Farbmanagementsystem angesteuert werden. Damit ein Kontrakt-Proof farbverbindlich und rechtsverbindlich als Grundlage für den Fortdruck anerkannt wird, ist der Aufdruck eines UGRA/Fogra-Medienkeiles erforderlich. Die normierten Werte des Medienkeiles werden auf dem Proof vermessen. Wenn die Abweichungen innerhalb der vorgegebenen Grenzen der ISO-Norm liegen, wird ein Prüfprotokoll aufgedruckt oder aufgeklebt, das die Genauigkeit des Proofs innerhalb der Toleranzen dokumentiert. Mit diesem Prüfprotokoll wird ein Kontrakt-Proof farb- und rechtsverbindlich.